# Конституция на Русия
Конституцията на Русия, като основен закон на Руската федерация, е приета на 12 декември 1993 година.
Тя е основен закон, който е с висша юридическа сила и непосредствено действие и върховенство на цялата територия на Русия в политически и юридически акт, с който нацията е установила основните принципи на обществото и държавата, свободите и задълженията на човека и гражданите.

## История
Примерът с първите конституции (вж общата статия за конституция) бил заразителен и за Русия. След Октомврийската революция, на 10 юли 1918 г. била приета първата руска (на РСФСР – Руска съветска федеративна социалистическа република) конституция, последвана от първата съветска (Ленинска) конституция от 31 януари 1924 г. Социалистическото право заменило руското самодържавие.
Ленинската конституция била заменена от Сталинската конституция от 5 януари 1936 г., писана от болшевишкия революционер Николай Бухарин. „Любимецът на партията“ Бухарин бил разстрелян през 1937 г. заедно с остатъците от старата ленинска гвардия, разорила Русия. Във връзка със създаването на „първата демократична съветска конституция“, Сталин в характерния си афористичен стил заявил, че след влизането в сила на новата конституция в СССР „жить стало лучше, товарищи, жить стало веселее“ („животът стана по-добър и по-весел“) по аналогия с крилата фраза на френския конституционалист и юрист Пиер Вергниауд, че „революцията изяжда децата си“. В случая Сталин според злите езици „дал възможност“ на съветския Вергниауд даже да подпише смъртната си присъда.
При революционните промени, конституционните следват победителите и в РСФСР също била приета нова конституция през 1937 г. На 7 октомври 1977 г. в СССР била приета Брежневската конституция, последвана от нова конституция и в РСФСР.

## Структура
Конституцията на Русия е съставена от 137 члена, разделени в 9 раздела:
1. Основи на конституционния ред
2. Човешки права и свободи на гражданите
3. Федерална структура
4. Президентът на Русия
5. Федералното събрание
6. Правителство
7. Съдебна власт
8. Местно държавно управление
9. Конституционни изменения и преразглеждане на Конституцията на Русия